# Granger, Wyoming
Granger är en småstad och järnvägsknut i Sweetwater County i sydvästra Wyoming i USA. Staden hade 139 invånare vid 2010 års folkräkning.

## Geografi
Granger ligger där floden Hams Fork rinner ut i Blacks Fork, som i sin tur är en biflod till Green River. Det omkringliggande landskapet är platt och torrt med buskvegetation.

## Historia
Platsen där Granger senare grundades var från 1834 plats för en pälsmarknad bland pälsjägarna som verkade i regionen. Sammanflödet mellan Hams Fork och Blacks Fork blev under flera veckor varje år en plats för pälsjägare och ursprungsamerikanska jägare att handla med pälsar, knyta kontakter och roa sig.
Granger har historiskt aldrig varit någon större ort, men fick betydelse som den plats där Oregon Trail och Overland Stage Trail, Ponnyexpressens rutt, delar sig på vägen västerut. Orten fick en diligensstation på Overland Stage Trail, som omnämns av Mark Twain i samband med hans genomresa 1856. 1868 drogs Union Pacifics Transamerikanska järnväg genom Granger och 1882 blev orten järnvägsknut genom färdigställandet av Oregon Short Line Railroads linje från Oregon.

## Kommunikationer
Granger ligger vid U.S. Route 30, några kilometer norr om avfarten från Interstate 80. Godstrafiken på järnväg genom orten bedrivs av Union Pacific. Här viker linjen mot Oregon av från Union Pacifics ursprungliga transamerikanska stambana.